# Yann LeCun
Yann André LeCun (původně psáno Le Cun; narozen 8. července 1960) je francouzský počítačový vědec, působící v USA a pracující převážně v oblastech strojového učení, počítačového vidění, robotiky a výpočetní neurovědy. Je profesorem na Courantově institutu matematických věd na Newyorské univerzitě a viceprezidentem a vedoucím vědeckým pracovníkem v oblasti umělé inteligence u firmy Meta.
LeCun se proslavil prací na optickém rozpoznávání znaků a počítačovém vidění pomocí konvolučních neuronových sítí (CNN). Byl také jedním z hlavních tvůrců technologie komprese obrazu DjVu (společně s Léonem Bottouem a Patrickem Haffnerem). S Léonem Bottouem také spolupracoval na vývoji programovacího jazyka Lush.
Yann LeCun, Yoshua Bengio a Geoffrey Hinton obdrželi v roce 2018 Turingovu cenu za svůj přínos k rozvoji hlubokého učení.